# Kuomintang
Kuomintang (KMT) lub Guomindang (GMD) (chiń. upr. 中国国民党; chiń. trad. 中國國民黨; dosł. „Narodowa Partia Chin”) – partia utworzona w Chinach w 1912 przez Sun Jat-sena i oddana w sprawowanie przez Song Jiaorena. Partia rządząca w Republice Chińskiej w latach 1928–2000 i 2008–2016. Pierwotnie reprezentowała tzw. chiński socjalizm, lecz z czasem przeszła na pozycje prawicowe.

## Historia

### Początki

Flaga Kuomintangu przedstawiająca białe słońce na niebieskim tle. Dwanaście promieni symbolizują postęp. W latach 1928–1949 była umieszczona w lewym górnym rogu (jako kanton) flagi państwowej Republiki Chińskiej (obejmującej wówczas Chiny kontynentalne), zaś po przegranej wojsk Kuomintangu podczas chińskiej wojny domowej i ewakuacji ich sił na Tajwan stała się flagą marynarki wojennej mieszczącej obecnie na tej wyspie Republiki Chińskiej a flaga państwowa została taka jak przed ewakuacją na Formozę (Tajwan)

Poprzednikiem Kuomintangu było Stowarzyszenie Odrodzenia Chin, walczące o obalenie monarchii w Chinach na początku XX wieku. Kuomintang został założony przez Song Jiaorena i Sun Jat-sena 25 stycznia 1912 roku, tuż po rewolucji Xinhai z 1911 roku. Początkowo partia miała większość w pierwszym Zgromadzeniu Narodowym (parlamencie chińskim). Liderem został Sun Jat-sen (wówczas premier Chin). Kuomintang starał się nie dopuścić do erozji demokracji i koncentracji władzy w rękach prezydenta, Yuan Shikaia. Odpowiedzią na ostateczne ustanowienie dyktatury tego ostatniego było powstanie w 1913 roku, szybko stłumione przez Yuana, który ogłosił się cesarzem Chin dwa lata później, w 1915 roku. Po początkowych porażkach Suna z Chińską Partią Rewolucyjną (zignorowaną przez większość republikanów) w 1914 roku, zdecydował się na reaktywację Kuomintangu kilka lat później.

### Okres międzywojenny
Kuomintang został reaktywowany przez Suna 10 października 1919 r. Odrodzona partia nie była uznawana za suwerena Chin przez państwa zachodnie, przez co musiała się zwrócić o pomoc do Związku Radzieckiego. Efektem tej prośby było wysłanie w 1923 roku misji radzieckiej pod przewodnictwem Michaiła Borodina, mającej pomóc nacjonalistom w zjednoczeniu Chin. Komintern zmusił chińskich komunistów do podporządkowania się Kuomintangowi. Po śmierci Sun Jat-sena, liderem Kuomintangu po krótkich walkach o przywództwo nad partią został Czang Kaj-szek, dowódca Akademii Whampoa, głównej szkoły oficerskiej Chin okresu międzywojennego.
Czang Kaj-szek zdecydował się zjednoczyć Chiny poprzez zniszczenie sił północnych watażków oraz przejęcie kontroli nad Pekinem, gdzie była ulokowana siedziba nominalnego rządu chińskiego (kliki Beiyang; rząd ten nie sprawował faktycznej kontroli nad jakąkolwiek prowincją Chin). Ekspedycja północna, jak została nazwana ofensywa sił Kuomintangu, była zdecydowanym sukcesem. Nawet zerwanie Czanga ze Związkiem Radzieckim i lewicą KMT (Wang Jingwei) oraz komunistami, a także incydent nankiński (splądrowanie konsulatów Stanów Zjednoczonych, Wielkiej Brytanii i Francji w marcu 1927 roku przez żołnierzy Kuomintangu) nie przeszkodziły w odniesieniu zwycięstwa nad militarystami. Zwycięstwo Kuomintangu i Czang Kaj-szeka w 1927 r. przyniosło chwilową stabilizację polityczną Chin oraz rozwój ekonomiczny, większość osiągnięć z tej epoki (tzw. dekady nankińskiej) została zaprzepaszczona w wyniku agresji Japonii w 1937 r. oraz późniejszej chińskiej wojny domowej.
Chińska Partia Narodowa w trakcie następnych 10 lat przeszła znaczącą transformację. Pod wpływem sukcesów, wzmocnienia roli wojska oraz samego Czang Kaj-szeka kosztem cywili, a także zerwania sojuszu z komunistami, Kuomintang przeszedł na pozycje prawicowo-autorytarne. Organizacja partii, pomimo niechęci lidera do Związku Radzieckiego i komunizmu, była wzorowana na organizacji partii komunistycznej ZSRR. Kuomintang współpracował z wieloma organizacjami i liderami muzułmańskimi, o czym mogą świadczyć kariery Bai Chongxi, generała i ministra obrony. Polityka Kuomintangu aż do śmierci Czang Kaj-szeka była inkluzywna wobec mniejszości narodowych.
W ciągu dekady nankińskiej zagrożenie ze strony Japonii nie dawało się ignorować. Po części z powodu incydentu mukdeńskiego i zajęcia Mandżurii w 1931 r. przez Armię Kwantuńską, Czang Kaj-szek podjął działania zbrojne przeciwko komunistom. W wyniku dużych strat zadanych przez wojska Kuomintangu, zmuszeni oni byli do podjęcia Długiego Marszu do prowincji Shaanxi, która stała się ich główną bazą aż do końca II wojny światowej.

### Udział sił nacjonalistycznych w II wojnie chińsko-japońskiej
Sojusz Kuomintangu i komunistów, wymuszony przez uprowadzenie Czang Kaj-szeka przez Zhanga Xuelianga i komunistów chińskich (tzw. incydent Xi’an z grudnia 1936 r.) bardzo szybko uległ dekompozycji. De facto na wielu frontach obydwie formacje działały odrębnie, a nawet zwalczały się. Komuniści chińscy często nie podejmowali walki z Japończykami woląc aby to siły Kuomintangu walczyły i wykrwawiały się. Polityka finansowa Kuomintangu przyniosła bardzo szybki wzrost inflacji, a następnie wywołała hiperinflację. Rząd nacjonalistycznych Chin nie był w stanie kontrolować rozdziału żywności, co zniechęcało ludność Chin do Kuomintangu i umacniało przekonanie o korupcji i nieudolności partii, rządu, a także lidera, Czang Kaj-szeka.

### Wojna domowa i utrata Chin
Katastrofalna polityka ekonomiczna oraz demobilizacja wojska tuż po kapitulacji Japonii przyniosły wielu zwolenników komunistom. Choć lokalne walki trwały przez cały czas, wojna domowa na pełną skalę ze wspieranymi przez Związek Radziecki komunistami wybuchła dopiero w 1945. Do 1949 komuniści opanowali większość Chin, Kuomintang został u władzy jedynie w świeżo zdobytym Tajwanie. Wraz z nacjonalistami chińskimi uciekły około 2 miliony ludzi, licząc wszystkich uchodźców i siły zbrojne ewakuowane do Tajwanu.

### Powstanie ludności na Tajwanie przeciwko Kuomintangowi w 1947 roku
W 1945 roku wyspa Tajwan zajmowana od 1895 roku przez Japonię powróciła pod panowanie chińskie. KMT ustanowiło administrację, na czele której stanął generalny gubernator Chen Yi. Przybyli z kontynentu urzędnicy dość szybko dali się poznać od złej strony pogardzając miejscową ludnością i dyskryminując m.in. w dziedzinie ekonomicznej. Skonfiskowane Japończykom setki zakładów przemysłowych i kopalni oraz dziesiątki tysięcy domów trafiały do rodzin lub znajomych urzędników i wojskowych. Powszechny nepotyzm i korupcja lokalnych władz opanowanych całkowicie przez KMT oraz brutalność policji dodatkowo zaogniały sytuację. 27 lutego 1947 roku chińscy agenci z Biura Monopolu Tytoniowego w Tajpej podczas akcji przeciwko nielegalnym handlarzom ciężko pobili kobietę sprzedającą papierosy. Kiedy wzburzony wydarzeniem tłum Tajwańczyków ruszył przeciwko agentom ci otworzyli ogień zabijając jedną osobę i raniąc wiele innych. W dniu 28 lutego 1947 wielotysięczna grupa demonstrantów udała się pod siedzibę gubernatora domagając się aresztowania sprawców. Jednak w odpowiedzi policja i żandarmeria użyły broni strzelając do zgromadzonych ludzi z karabinów maszynowych. Gubernator Chen Yi na obszarze całej wyspy wprowadził stan wyjątkowy. Tajwańczycy spontanicznie zorganizowali oddziały, które zdobyły broń z magazynów wojskowych i przystąpili do walki ze znienawidzonym reżimem Kuomintangu. Przestraszony obrotem sytuacji Czang Kaj-szek wysłał na wyspę dodatkowe oddziały wojska i rozkazał bezwzględne rozprawienie się z buntownikami. Żołnierze szybko poradzili sobie z uzbrojonymi powstańcami i zaczęła się masakra miejscowej ludności cywilnej często niemającej nic wspólnego ze zbrojnym buntem. Otwierano ogień z ciężarówek do każdego podejrzanego człowieka zabijając w ten sposób wiele osób. Schwytani powstańcy i cywile uznani za sympatyków rebelii byli rozstrzeliwani w masowych egzekucjach bez sądu. Ofiarą tortur, egzekucji i uwięzienia bez sądu padło 140 000 Tajwańczyków. Z tej liczby zostało z rąk żołnierzy reżimu Kuomintangu zamordowanych około 30 000 ludzi.
Wydarzenia te często określane mianem „incydentu 28 lutego” doprowadziły do całkowitego zdominowania Tajwanu przez Chińczyków z kontynentu, którzy zasilali kadry miejscowego Kuomintangu kontrolującego nie tylko życie polityczne, armię, policję, sądownictwo i administrację, ale i takie dziedziny jak gospodarka, media, edukacja i kultura. Doprowadziło to do wywołania trwałego podziału między stanowiącymi mniejszość (12% ogółu) Chińczykami kontynentalnymi, a zepchniętą na margines większością (86%) Chińczyków tajwańskich (rodowici Tajwańczycy wywodzący się z chińskich osadników przybyłych na wyspę w XVII i XVIII wieku). Stopniowa liberalizacja reżimu KMT w latach 80. pozwoliła na powolną emancypację tajwańskich Chińczyków aż do pełnego równouprawnienia w początkach lat 90. Demokratyzacja przyniosła ze sobą nie tylko wolność polityczną, ale i otworzyła zakazaną wcześniej dyskusję na temat niepodległości Tajwanu (obecnie w dalszym ciągu Republika Chińska).

### Kuomintang od 1945
Czang Kaj-szek, który w 1950 roku został prezydentem Republiki Chińskiej, oraz przedwojenny parlament zdecydowali się w trakcie wojny domowej na wprowadzenie poprawek do konstytucji, które były przedłużane aż do 1991 roku. Powodem tak długiego utrzymywania autorytaryzmu na Tajwanie była wiara w odzyskanie Chin kontynentalnych. Upadek powstania chińskich muzułmanów w latach 50. oraz porażka wojsk Kuomintangu w prowincji Yunnan, graniczącej z Birmą przypieczętowały porażkę nacjonalistów w wojnie domowej. Do lat 70. przeprowadzono reformę rolną, rozwinięto znacząco gospodarkę Tajwanu oraz wprowadzono samorząd terytorialny oparty na demokratycznych zasadach. Republika Chińska do 1971 roku była członkiem Organizacji Narodów Zjednoczonych. Od lat 70. zaczęto wybór nowych posłów, na miejsce starzejących się posłów, którzy uzyskali mandat przed 1949 rokiem. W latach 80. Kuomintang przestał być jedyną partią w państwie i zaczął funkcjonować w ramach demokracji wielopartyjnej. W 1991 roku stan wyjątkowy został zniesiony, kiedy prezydent Lee Teng-hui anulował zmiany w konstytucji, wprowadzone w 1948 roku i utrzymywane aż do końca zimnej wojny.

### Kuomintang w Chińskiej Republice Ludowej
Część działaczy Kuomintangu w trakcie chińskiej wojny domowej stworzyła własną partię, uznając się za jedynych spadkobierców dziedzictwa Sun Jat-sena. Jest to partia podporządkowana de facto Komunistycznej Partii Chin.

## Przewodniczący Kuomintangu
- Song Jiaoren (1912–1913)
- Sun Jat-sen (1913–1914 i 1919–1925)
- Zhang Renjie (1925–1926)
- Hu Hanmin (1927–1931)
- Wang Jingwei (1931–1933)
- Czang Kaj-szek (1933–1975)
- Chiang Ching-kuo (1975–1988)
- Lee Teng-hui (1988–2000)
- Lien Chan (2000–2005)
- Ma Ying-jeou (2005–2007)
- Wu Po-hsiung (2007) (tymczasowo)
- Chiang Pin-kung (2007) (tymczasowo)
- Wu Po-hsiung (2007–2009)
- Ma Ying-jeou (2009–2014)
- Wu Den-yih (2014–2015) (tymczasowo)
- Eric Chu (2015–2016)
- Huang Ming-hui (2016) (tymczasowo)
- Hung Hsiu-chu (2016-2017)
- Lin Junq-tzer (2017) (tymczasowo)
- Wu Den-yih (2017–2020)
- Lin Rong-te (2020) (tymczasowo)
- Johnny Chiang (od 2020)

### Działacze
- Sun Jat-sen
- Czang Kaj-szek
- Chiang Ching-kuo

### Historyczne siły zbrojne
- Armia Narodowo-Rewolucyjna (國民革命軍, Guómín Gémìng Jūn – rządowa armia Kuomintangu)
  - Latające Tygrysy Chennaulta (Flying Tigers – amerykańskie lotnictwo wspierające siły powietrzne Republiki Chińskiej w walce z Japończykami)

### Pozostałe
- Centralne Biuro Analiz i Statystyki (policja polityczna Kuomintangu)
- Rewolucyjny Komitet Chińskiego Kuomintangu (jedna z tzw. partii demokratycznych działających w ChRL).